# Barxeta
Barxeta, en valencien et officiellement (Barcheta en castillan), est une commune d'Espagne de la province de Valence dans la Communauté valencienne. Elle est située dans la comarque de la Costera et dans la zone à prédominance linguistique valencienne.

## Géographie

Localisation de Barxeta
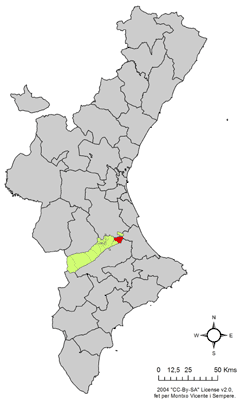
dans la Communauté valencienne.
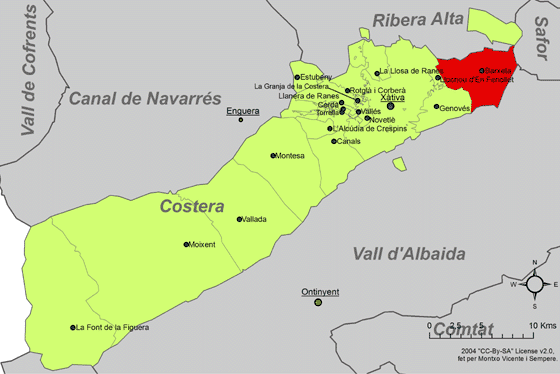
dans la comarque de la Costera.

### Localités limitrophes
Le territoire municipal de Barxeta est voisin de celui des communes suivantes :
Benigànim, L'Ènova, Genovés, Xàtiva, Llocnou d'en Fenollet, Quatretonda, Rafelguaraf et Simat de la Valldigna, toutes situées dans la province de Valence.

## Démographie
| 1990  | 1992  | 1994  | 1996  | 1998  | 2000  | 2002  | 2004  | 2005  | 2006  |
| ----- | ----- | ----- | ----- | ----- | ----- | ----- | ----- | ----- | ----- |
| 1.636 | 1.605 | 1.631 | 1.610 | 1.612 | 1.612 | 1.634 | 1.619 | 1.623 | 1.641 |

## Administration
Liste des maires, depuis les premières élections démocratiques.
| Législature | Nom du Maire                  | Parti politique |
| ----------- | ----------------------------- | --------------- |
| 1979-1983   | José Lorente Calabuig         | PCE             |
| 1983-1987   | José Lorente Calabuig         | PCE-PCPV        |
| 1987-1991   | Vicente Reig Maronda          | CDS             |
| 1991-1995   | Vicent Antoni Giner i Segarra | EUPV            |
| 1995-1999   | Vicent Antoni Giner i Segarra | EUPV            |
| 1999-2003   | Vicent Antoni Giner i Segarra |                 |
| 2003-2007   | Vicent Antoni Giner i Segarra | EUPV-ENTESA     |
| 2007-2011   |                               |                 |

### Sources
- (es) Cet article est partiellement ou en totalité issu de l’article de Wikipédia en espagnol intitulé « Barcheta » (voir la liste des auteurs).
- (es) Varaciones de los municipios de España desde 1842, Ministerio de administraciones públicas, octobre 2008, 364 p. (lire en ligne) [PDF]